# Coprifuoco

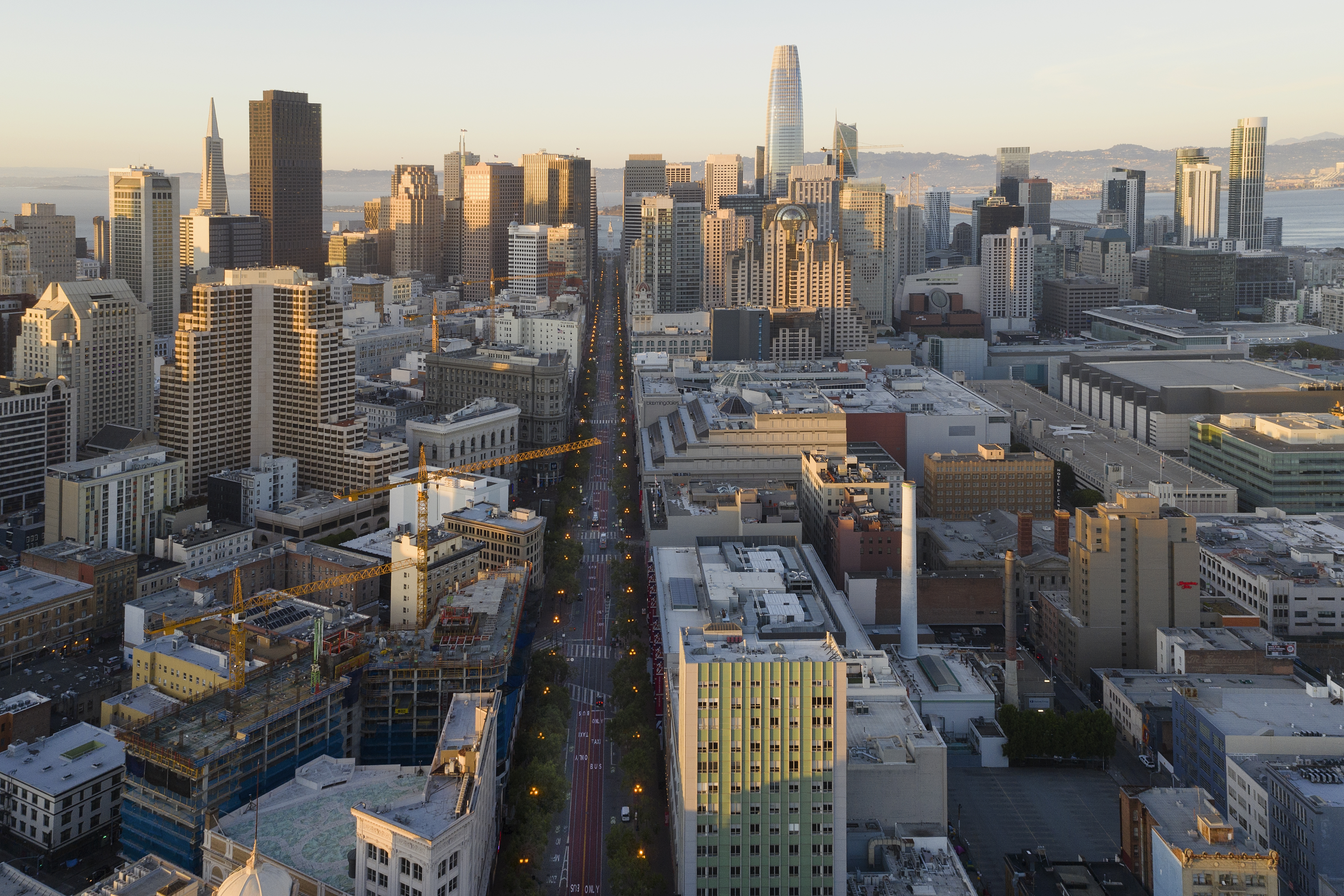
Strade di San Francisco deserte in una foto scattata attorno alle ore 20 del 2 giugno 2020, a causa delle misure di confinamento dovute alla pandemia di COVID-19

Il coprifuoco è un ordine imposto solitamente dalle autorità statali e/o militari a tutti i civili e a tutti coloro che non hanno un determinato permesso rilasciato dalle autorità, consistente nell'obbligo di restare nelle proprie abitazioni durante le ore notturne.

## Origini del termine
Durante il Medioevo, in alcune città, al fine di prevenire gli incendi, veniva imposto lo spegnimento di ogni fiamma, sia per il riscaldamento che per l'illuminazione, durante le ore notturne. In tal modo si tentava di ridurre i rischi di incendi accidentali che, durante la notte, avevano maggiori probabilità di propagarsi e di causare ingenti danni.

## Epoca contemporanea
Il coprifuoco viene utilizzato quando sorgono problemi di ordine pubblico tali da rendere difficile, da parte delle autorità, la protezione di determinate località, o quando la popolazione civile è minacciata, ad esempio, da azioni di guerra del nemico. Nel caso si rischino bombardamenti aerei, durante il coprifuoco è vietato esporre qualsiasi tipo di luce, in modo da rendere più difficile identificare la posizione di un centro abitato.
Dopo l'orario di inizio del coprifuoco, i civili e coloro che non hanno un permesso devono ritirarsi nelle loro abitazioni. In caso di trasgressione vengono applicate delle sanzioni secondo le norme militari o civili. Alla fine del periodo di coprifuoco tutto torna alla normalità.
In occasione della pandemia di COVID-19 (2020-2023), i governi di svariati Paesi hanno imposto il coprifuoco per periodi più o meno limitati nel tempo, nel tentativo di limitare le interazioni tra gli individui e ridurre così le occasioni di trasmissioni del virus.